# Hipposideros rotalis
Hipposideros rotalis (Francis, Kock, & Habersetzer, 1999) è un pipistrello della famiglia degli Ipposideridi endemico del Laos.

## Descrizione

### Dimensioni
Pipistrello di piccole dimensioni, con la lunghezza dell'avambraccio tra 45 e 49 mm, la lunghezza della coda tra 32 e 39 mm, la lunghezza delle orecchie tra 24 e 27 mm e un peso fino a 11 g.

### Aspetto
Le parti dorsali sono brunastre con la base dei peli bianca, mentre le parti ventrali sono più chiare. Le orecchie sono molto grandi, large e con una concavità sul bordo posteriore appena sotto l'estremità appuntita. La foglia nasale presenta una porzione anteriore grande e larga che copre interamente il muso, con un provondo incavo al centro del bordo inferiore e priva di fogliette supplementari, un setto nasale ingrandito e di forma discoidale, che copre completamente le narici, una porzione intermedia ben sviluppata e rigonfia, una porzione posteriore con il margine superiore semi-circolare e tre setti verticali che la dividono in quattro celle. La coda è lunga e si estende leggermente oltre l'ampio uropatagio. 

### Ecolocazione
Emette ultrasuoni ad alto ciclo di lavoro sotto forma di impulsi a frequenza costante di 68,5-71,5 kHz.

## Biologia

### Comportamento
Si rifugia probabilmente all'interno di grotte calcaree.

### Alimentazione
Si nutre di insetti.

### Riproduzione
Una femmina gravida è stata catturata in aprile.

## Distribuzione e habitat
Questa specie è conosciuta soltanto nella parte centrale del Laos.
Vive nelle foreste sempreverdi e miste a foreste secche di Dipterocarpi fino a 500 metri di altitudine.

## Conservazione
La IUCN Red List, considerato il vasto areale e la popolazione presumibilmente numerosa, sebbene ci siano ancora poche informazioni, classifica H.rotalis come specie a rischio minimo (Least Concern)).